# 蘇黎世美術館
蘇黎世美術館（Kunsthaus Zürich）是位於瑞士蘇黎世的一座美術館。蘇黎世美術館收藏自中世紀至當代的美術品，並且主要收藏瑞士美術品，是瑞士最重要美術館之一。蘇黎世美術館的建築本身也有很高的價值。

## 概要
該博物館由建築師卡爾·莫塞和羅伯特·庫傑爾設計，於原博物館建築於1925年、1958年和 1976年進行了擴建。
2020年，大衛·基帕菲特對館舍進行了2.3 億美元的擴建工程。擴建工程的一半預算來自蘇黎世市和州，另一半由私人捐助者提供。[4]基帕菲特的設計是一座巨大的矩形砂岩覆蓋的建築。擴建將增加 5,040 平方英尺（468 m 2）的畫廊，將展示空間增加78%。此時蘇黎世美術館成為最大的瑞士藝術博物館，在可用空間而非藏品方面超過巴塞爾藝術博物館。

## 外部連結
- Official site of the Kunsthaus Zürich （页面存档备份，存于）, with information on its history and collections

47°22′13″N 8°32′53″E / 47.37028°N 8.54806°E